# Arnold Heeren

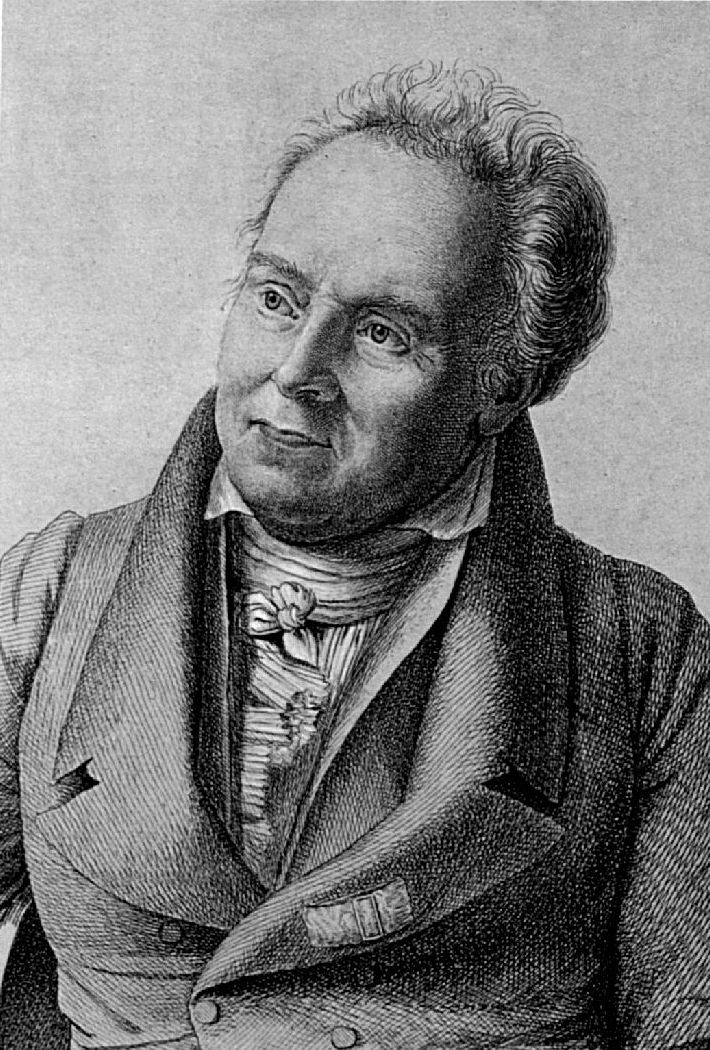
Arnold Heeren. Stich von Ludwig Emil Grimm (1826)

Arnold Hermann Ludwig Heeren (* 25. Oktober 1760 in Arbergen bei Bremen; † 6. März 1842 in Göttingen) war ein deutscher Historiker.

## Biografie
Arnold Heeren war der Sohn des Arberger Pfarrers und späteren Bremer Dompredigers Heinrich Erhard Heeren. Er besuchte die Domschule in Bremen und studierte ab 1779 an der Universität Göttingen zunächst Evangelische Theologie, dann Philosophie und Geschichte. Ab 1784 Privatdozent in Göttingen, unternahm er zur Vorbereitung seiner Edition des Johannes Stobaios eine Reise nach Italien, Frankreich und den Niederlanden. Nach seiner Rückkehr wurde er 1787 in Göttingen zum außerordentlichen, 1794 zum ordentlichen Professor der Philosophie, 1801 zum ordentlichen Professor der Geschichte, später zum Hofrat und 1837 zum Geheimen Justizrat ernannt. Er war Mitglied der Göttinger Freimaurerloge Augusta zum goldenen Zirkel.
Mit seinen einflussreichen Arbeiten zur Handels- und Verkehrsgeschichte betrat er für die damalige Geschichtswissenschaft Neuland. Mit Friedrich August Ukert begründete er 1829 das Sammelwerk Geschichte der europäischen Staaten und redigierte von 1833 bis 1840 die Göttingischen gelehrten Anzeigen.
Heeren war seit 1796 mit Wilhelmine Heyne (1779–1861), der Tochter seines Kollegen Christian Gottlob Heyne, verheiratet.

## Ehrungen
- Kommandeur des Guelphen-Ordens[1]
- Ritter des schwedischen Nordstern-Ordens[1]
- 1809: Assoziiertes Mitglied der Königlich Niederländischen Akademie der Wissenschaften
- 1817: Ehrenbürgerschaft der Stadt Göttingen
- 1826: Ehrenmitglied der Russischen Akademie der Wissenschaften in Sankt Petersburg[2]
- Die Arnold-Heeren-Straße in Bremen, Stadtteil Hemelingen, Ortsteil Arbergen, wurde nach ihm benannt.

## Veröffentlichungen (Auswahl)

### Monografien
- Ideen über Politik, den Verkehr und den Handel der vornehmsten Völker der Alten Welt, Göttingen 1793–96, 2 Bände; 5 Bände, 4. Auflage 1824–26.
- Geschichte des Studiums der klassischen Litteratur seit dem Wiederaufleben der Wissenschaften, 2 Teile, Göttingen 1797–1802; neue Auflage 1822.
- Geschichte der Staaten des Altertums, Göttingen 1799, 5. Auflage 1828.
- Geschichte des Europäischen Staatensystems, Göttingen 1809, 5. Auflage 1830.
- Untersuchungen über die Quellen der vorzüglichsten alten Historiker und Geographen, abgedruckt in den Schriften der Göttinger Societät der Wissenschaften.
- Versuch einer Entwickelung der Folgen der Kreuzzüge, Göttingen 1808.
- Geschichte des Europäischen Staatensystems und seiner Kolonien, Göttingen 1809. (Digitalisat und Volltext im Deutschen Textarchiv)
- Johannes von Müller, Leipzig 1810.
- Ludwig Timotheus Spittler, Berlin 1812.
- Christian Gottlob Heyne, Göttingen 1813.

### Editionen
- Menander Rhetor: De Encomiis, Göttingen 1785.
- Johannes Stobaios: Eklogen, 4 Bände, Göttingen 1792–1804.

### Ausgaben
- Vermischte historische Schriften, 3 Bände, Göttingen 1803–1808.
- Historische Werke, 15 Bände, Göttingen 1821–1826.